# クトゥルク・テムル
クトゥルク・テムル（Qutuluq Temür, モンゴル語: Хоталтөмөр, 中国語: 忽都魯帖木児, ? - 1324年）は、モンゴル帝国第五代皇帝クビライ・カーンの庶子で、モンゴル帝国の皇族。『元史』などの漢文史料では忽都魯帖木児、ペルシア語史料ではقوتلوقتيمور Qūtlūq-Tīmūrと記される。

## 概要
『元史』や『集史』両方においてクトゥルク・テムルの母親の名前は記録されておらず、クビライの妻の中では位の低い女性であったと見られる。
他のクビライの諸子が王号を与えられ各地に出鎮していく一方、クトゥルク・テムルは王号を授けられることもなく重職を委ねられることもなかった。このため、クトゥルク・テムルが独自のウルスを形成したかは不明である。
『元史』宗室世系表にはアバ・エブゲンという息子がいたことが記録されており、皇慶元年（1312年）にはイェスン・テムル、エセン・テムル、ブダシュリといったクビライ家の諸王とともに下賜を受け、泉州路南安県を与えられている。

## 子孫
- クトゥルク・テムル（Qutuluq Temür,忽都魯帖木児／قوتلوقتيمور Qūtlūq-Tīmūr）
  - アバ・エブゲン（Aba Ebügen,阿八也不干王）
    - バル・ドルジ（Bslu Dolǰi,八魯朶而只王）